# The Nature Conservancy
The Nature Conservancy, también conocida por sus siglas, TNC, es una organización internacional sin fines de lucro, dedicada a la conservación de la biodiversidad y el medio natural.

## Historia
TNC fue fundada en 1951, y cuenta con casi cuatro mil empleados trabajando en 400 oficinas en 35 países alrededor del mundo. El trabajo de TNC en América Latina comenzó en 1975, ayudando a respaldar la creación del sistema de parques nacionales en Costa Rica. Actualmente cuenta con 35 oficinas y 250 empleados en la región; hoy la organización está presente en 16 países de Latinoamérica:  Argentina, Belice, Bolivia, Brasil, Chile, Colombia, Costa Rica, Ecuador, Granada, Guatemala, Honduras, Islas Vírgenes, Jamaica, Bahamas, México, Nicaragua, Panamá, Perú, República Dominicana, y Venezuela.

## Organización
The Nature Conservancy cuenta con el apoyo de más de un millón de miembros y ha contribuido a la protección de más de 50 millones de hectáreas de tierras alrededor del mundo mediante estrategias innovadoras de conservación. El Dunas de Indiana de Northwest Indiana jugó un papel en la formación de The Nature Conservancy. Sólo en Latinoamérica y el Caribe, ha protegido 33 millones de hectáreas de tierras y áreas marinas. Con el fin de llevar a cabo su misión de conservación, The Nature Conservancy ha movilizado cientos de millones de dólares de fuentes públicas y privadas. Para el año 2009, la organización contó con un total de bienes de 5460 millones de dólares estadounidenses.
Es considerada una de las organizaciones sin ánimo de lucro más confiables de los Estados Unidos, de acuerdo con las encuestas anuales desarrolladas por Harris Interactive desde 2005. De igual forma, Charity Navigator otorgó cuatro estrellas (la máxima calificación otorgada por esta evaluadora de organizaciones sin fines de lucro) a TNC en 2008; de hecho, es la tercera organización sin fines de lucro más grande de los Estados Unidos y la más grande dedicada al cuidado del medio ambiente gracias a sus activos e ingresos.
The Nature Conservancy es liderada por Mark Tercek (presidente y consejero delegado), ex director general en Goldman Sachs y profesor adjunto del Instituto de Negocios Stern de la Universidad de Nueva York (New York University’s Stern School of Business).

## Enfoque
The Nature Conservancy protege lugares específicos donde especies de plantas y animales puedan sobrevivir por muchas generaciones. La organización emplea un análisis científico y sistemático para identificar lugares adecuados en escala, y ricos en especies de flora y fauna para asegurar resultados significativos de conservación.
La organización es reconocida por su enfoque de trabajar en proyectos de gran escala y estrategias de conservación replicables. Trabaja con socios tanto públicos como privados para lograr resultados tangibles y medibles en campo. Su fuerza central radica en un enfoque sustentado en la colaboración y la ciencia para mejorar las prácticas de preservación de la naturaleza. Con expertos en virtualmente todos los campos de la conservación —desde la agronomía, pasando por la economía ambiental, hasta el manejo de las cuencas de agua dulce— TNC ha utilizado sus seis décadas de experiencia en conservación, sus logros en monitoreo y modelos remotos, así como su liderazgo en aplicar la ciencia para preservar las tierras y aguas de las cuales depende la vida.
En cada lugar donde trabaja, The Nature Conservancy dispone de un rango de estrategias diseñadas bajo circunstancias locales entre las que se incluyen el apoyo a la creación y fortalecimiento de áreas públicas protegidas, la compra de predios para conservación, apoyo a propietarios en el manejo sostenible de sus tierras, trabajo conjunto con gobiernos locales y nacionales, entes privados, comunidades indígenas y de base. The Nature Conservancy se centra en la búsqueda de soluciones pragmáticas para los problemas de la conservación de la biodiversidad.
Para lograr sus metas, trabaja con diversos sectores, incluyendo personas, comunidades, redes, organizaciones aliadas, agencias gubernamentales y empresas preocupadas por la gestión del medio ambiente. El resultado es una red de éxitos tangibles, lugares protegidos a una escala apropiada con la cooperación de socios locales, mismos que influyen positivamente en otros que persiguen la conservación en sus propias comunidades.

## Diseño para la Conservación
Por más de una década, el trabajo de The Nature Conservancy ha sido guiado por un marco denominado Diseño para la Conservación, una metodología científica y comprobada que determina dónde trabajar, qué conservar, cuáles estrategias deben ser utilizadas y que además mide la efectividad en términos de conservación de ecosistemas.
El Diseño para la Conservación conlleva una metodología de colaboración con bases científicas con métodos analíticos claves y es utilizada para evaluar y planear sus acciones. En los más de 30 países donde la organización tiene presencia, Diseño para la Conservación ayuda a preservar ecosistemas saludables que sustenten a las personas y alberguen la diversidad de vida en la Tierra.

## Estrategias

### Cambio climático
The Nature Conservancy colabora en la búsqueda de alternativas para mitigar los efectos del cambio climático a través de la puesta en marcha de proyectos como REDD, que buscan reducir las emisiones de carbono. TNC ha estado desarrollando, probando e implementando actividades de REDD a nivel mundial durante la última década para proteger los bosques, enfrentar el cambio climático, y beneficiar a las comunidades locales.
Ante los impactos del cambio climático, TNC también está diseñando estrategias para responder a los cambios que ya están ocurriendo, principalmente en el ámbito marino; el objetivo es asegurar que importantes hábitats naturales sobrevivan en un clima cambiante.

### Conservación de tierras privadas
Algunos de los grandes remanentes de bosques de América Latina han sido declarados como áreas protegidas públicas. Sin embargo, millones de hectáreas de bosques y otros ecosistemas naturales están ubicados dentro de propiedades privadas y enfrentan amenazas como resultado del desarrollo no sostenible, exploración y extracción de petróleo y gas, turismo, agricultura y actividad ganadera intensiva. Una de las estrategias de conservación de The Nature Conservancy es proteger estas áreas a través de herramientas innovadoras para la protección de tierras incluyendo la implementación de técnicas productivas amigables con el medio ambiente, el establecimiento de servidumbres ecológicas, sistemas silvopastoriles y la invitación a propietarios a ser parte de proyectos de conservación.

### Producción sostenible
The Nature Conservancy promueve estrategias de conservación basadas en la comunidad que crean incentivos económicos e incrementan la productividad a largo plazo de sus tierras. TNC apoya a comunidades a producir, promover y vender productos cuya producción complementa la salud del medio ambiente, tales como el café orgánico de sombra, miel, cacao, y ganadería sostenible. Este tipo de iniciativas de conservación combinan ciencia y tecnología con conocimientos tradicionales. A través de actividades como la agricultura y ganadería sostenible, ecoturismo, planificación sobre el uso de terrenos y educación comunitaria, The Nature Conservancy espera asegurar el equilibrio entre la gente y la naturaleza en sitios críticos.

### Canje de deuda
Un canje de deuda es una estrategia que permite a un país condonar parte de su deuda en acciones e inversiones de conservación de la naturaleza. A través de estos acuerdos, una parte de la deuda del país participante con el gobierno estadounidense se perdona debido a su compromiso de dirigir estos mismos fondos hacia la conservación dentro del país. Se genera financiamiento constante durante un periodo de 10 a 20 años para actividades de conservación en áreas de alta prioridad. TNC ha facilitado canjes de deuda en Costa Rica, Perú, Jamaica, Belice, Panamá, Colombia y Guatemala, apalancando millones de dólares para las actividades de conservación cada año en estos países.

### Consejo de Conservación para América Latina
Con la meta de trabajar para resolver los retos ambientales más significativos en beneficio de la naturaleza y la gente de la región latinoamericana, 34 de los principales líderes empresariales y políticos de la región se han unido para formar el Consejo de Conservación para América Latina, bajo la coordinación de The Nature Conservancy (TNC).
El Consejo —copresidido por el exsecretario del Tesoro de los Estados Unidos, Henry M. Paulson, Jr., y el director general de Warburg Pincus Brasil, Alain Belda— reúne la visión y experiencia del sector privado de todo el continente para generar soluciones emprendedoras e innovadoras para los desafíos ambientales de la región. Los miembros del Consejo aplican la misma destreza para inversiones y la misma agudeza política que emplean tanto en los negocios como en el sector público, para generar oportunidades a favor de la conservación.
Líderes de Argentina, Brasil, Chile, Colombia, México, Nicaragua, Panamá, Perú y Venezuela son parte del Consejo, así como otros provenientes de los Estados Unidos y Europa con fuertes lazos en la región.
“América Latina se transforma y crece rápidamente, y existe una oportunidad única de encaminar este crecimiento hacia la vía de la sostenibilidad”, dijo Paulson, quien ha sido un impulsor fundamental para unir a los miembros del Consejo. “Es claro que ha llegado el momento de comenzar a utilizar un enfoque verdaderamente pan-regional en cuanto a la sostenibilidad, y asegurar así el bienestar de los bosques, pastizales, ríos y océanos que sostienen la vida y las economías de la gente de la región.  El Consejo será una voz que guiará las acciones para enfrentar estos desafíos”.
Como parte de su visión, el Consejo estará enfocado en los problemas ambientales de América Latina que constituyen los mayores retos para el bienestar de las personas y los ecosistemas. Equipos conformados por los miembros del Consejo colaborarán en el diseño, la implementación y la evaluación de un conjunto de proyectos orientados a atender estos desafíos, además de impulsar la adopción de prácticas de conservación innovadoras a lo largo de la región. El Consejo centrará sus esfuerzos en:
•	Soluciones para atender la seguridad del agua basadas en la naturaleza: El Consejo movilizará a las empresas y a los líderes políticos locales a utilizar soluciones basadas en la naturaleza para ayudar a asegurar los suministros de agua de las ciudades latinoamericanas con mayor riesgo en cuanto a disponibilidad del líquido, lo cual beneficiaría a alrededor de 100 millones de personas.
•	Seguridad alimentaria y paisajes terrestres y marinos sostenibles: El Consejo se involucrará en esfuerzos con organizaciones especializadas en la productividad agrícola, ganadera y pesquera para aumentar la producción de alimentos al mismo tiempo que se protejan los bosques, pastizales y áreas marinas únicas de la región. El aumento en la producción debe desarrollarse con el compromiso de no destruir áreas naturales remanentes. La idea es innovar, aplicar tecnologías para aumentar la producción al tiempo que no se necesite de más área.
•	Desarrollo de infraestructura ‘inteligente’: El Consejo trabajará para aprovechar las oportunidades políticas y de negocios que contribuyan al diseño de una infraestructura energética, minera, turística y de transporte que reduzca dramáticamente el impacto negativo sobre los sistemas naturales y tenga en cuenta los bienes y servicios generados por estos, como parte integral de su implementación.
Los miembros del Consejo también trabajarán para aumentar la conciencia acerca de estos importantes temas entre la población latinoamericana a fin de promover un mayor aprovechamiento de las oportunidades de conservación a lo largo de la región.

## Críticas
Desde su fundación, TNC ha enfrentado varias críticas, que se pueden clasificar bajo las siguientes categorías:
• Cercanía con las empresas. Algunos ambientalistas consideran que el desarrollo industrial es disconforme con la conservación, y están en contra de la política de TNC de permitir la explotación de petróleo, madera, minería y gas natural en tierras donadas a la organización. TNC argumenta que las corporaciones tienen un impacto sustantivo en el ambiente, y por ello, hay que trabajar con ellas para que sus prácticas no resulten en daños al medio ambiente.
• Venta de bienes. Ha habido alegatos contra TNC por recibir tierras en donación que posteriormente puso en venta, en algunos casos a sus donantes, quienes las han utilizado de maneras que no respetan la salud del medio ambiente. La explicación de TNC para estas ventas es que la ganancia que percibe permite que la organización pueda incrementar la conservación de lugares más críticos y amenazados importantes. Sin embargo, TNC tiene una política de no-lucro (no-net-profit policy) que ha existido durante años para este tipo de transacción.